# Słupsk
Słupsk (IPA: [sw'upsk], németül Stolp ['ʃtɔlp], kasub nyelven Stôłpsk vagy Słëpsk, svédül Stölpe, latinul: Stolpe) város Északnyugat-Lengyelországban a Słupia folyó mentén.

## Történelem
1240-ben említik először a várost. 1220 és 1266 között a vár a Swatepolk herceg rezidenciája. 1278-ban alapította a kolostort a Domonkos-rend. 1295-ben meghal II. Mestwin herceg, és a lengyel és a porosz uralkodó csatázik a területért.
1309-ben a békében a várost 2 részre osztják. A nyugati a Brandenburgiaké, a keleti a lengyeleké lett. 1310. szeptember 9-én városi jogot adományoz a településnek a brandenburgi herceg. 1329 és 1388 között a területért újra fellángoltak a harcok. A poroszoknak sikerült háromszor is elfoglalni, azonban a lakosok felgyújtották a várost. 1365-ben a Hanza-szövetség tagja lett.
1476-ban felégett a város és a polgármesteri hivatal, a templomok és néhány ház. 1478-ban a pestis megérkezett a városba. A várost 1544 és 1589 között folyamatosan tizedelte a pestis és a tűzvészek. 1630-ban a svédek elfoglalták a várost. 1648-ban a Vesztfáliai békében Brandenburgé lett a város.
1894-ben megépült a vasút. 1912-ben a villamos is útjára indul 4 vonalon. 1945. március 8-án a Vörös Hadsereg elfoglalta a várost és júliusban a lengyel hatóság elkezdte működését.

## Testvértelepülések
| Település   | Ország             | Dátum            |
| ----------- | ------------------ | ---------------- |
| Vantaa      | Finnország         | 1987. június 6.  |
| Flensburg   | Németország        | 1988. június 1.  |
| Bari        | Olaszország        | 1989. július 22. |
| Arhangelszk | Oroszország        | 1989. június 29. |
| Buhara      | Üzbegisztán        | 1994. április 8. |
| Vordingborg | Dánia              | 1994. május 13.  |
| Carlisle    | Egyesült Királyság | 1997. április 3. |
| Ustka       | Lengyelország      | 2003. július 13. |

## Média

### Televízió- és rádióadók
- Telewizja Vectra
- Redakcja TVP Gdańsk
- TV Słupsk
- Kanał 6
- Radio RMF MAXXX Słupsk
- Radio Słupsk (Radio Koszalin)

## Magyar vonatkozások
A słupski Lengyel Magyar baráti Társaság:
Towarzystwo Przyjaźni Polsko – Węgierskiej w Słupsku
adres:  Braci Gierymskich 1, Słupsk
telefon: 059 845 64 41